# اچ‌ام‌اس هیلاری (۱۹۳۱)
اچ‌ام‌اس هیلاری (۱۹۳۱) (به انگلیسی: HMS Hilary (1931)) یک کشتی بود که طول آن 424 ft 3 in بود. این کشتی در سال ۱۹۳۱ ساخته شد.